# Zalissolepis subviolaria
Zalissolepis subviolaria är en fjärilsart som beskrevs av Achille Guenée 1858. Zalissolepis subviolaria ingår i släktet Zalissolepis och familjen mätare. Inga underarter finns listade i Catalogue of Life.